# بكندي
بكندي هي بلدة في مقاطعة جيراقجي في ولاية قشقداريا في أوزبكستان.